# Liste der Naturdenkmale in Queidersbach
Die Liste der Naturdenkmale in Queidersbach nennt die im Gemeindegebiet von Queidersbach ausgewiesenen Naturdenkmale (Stand 2. April 2013).

## Naturdenkmale
| Nr.         | Bezeichnung | Lage                                              | Beschreibung      | Bild                                    |
| ----------- | ----------- | ------------------------------------------------- | ----------------- | --------------------------------------- |
| ND-7335-247 | Falkenstein | nördlich des Ortes; Abteilung Am Falkenstein Lage | Buntsandsteinfels | Direkt Bild zu diesem Denkmal hochladen |